# Hřbitov Auteuil
Hřbitov Auteuil (francouzsky Cimetière d'Auteuil) je malý pařížský hřbitov, který se nachází ve čtvrti Auteuil v 16. obvodu se vchodem v ulici Rue Claude Lorrain 57. Jeho rozloha činí 0,75 ha.

## Historie
První hřbitov v Auteuil se nacházel u kostela Notre-Dame-d'Auteuil, postaveném již v 11. století a hřbitov se později několikrát zvětšoval. Starý hřbitov byl zrušen v roce 1793 a zanedlouho založen nový na dnešním místě. Z původního hřbitova zůstal pouze náhrobek královského kancléře Henriho Françoise d'Aguesseau (1668-1751), který se nachází na náměstí před kostelem. Nový hřbitov byl otevřen v roce 1800 a v letech 1843 a 1847 byl rozšířen. V roce 1860 byl připojen i s obcí Auteuil k městu Paříži. Vzhledem ke své malé rozloze nejsou již od roku 1870 vydávány nové hřbitovní koncese a jsou využívána pouze stávající místa. Z významných osobností jsou zde pochováni např. skladatel Charles Gounod (1818-1893), matematik Adrien-Marie Legendre (1752-1833) nebo angloamerický fyzik Benjamin Thompson (1753-1814).